# Liste der Bürgermeister von Oberhaching
Die Liste der Bürgermeister von Oberhaching gibt einen Überblick über die Bürgermeister der oberbayerischen Gemeinde Oberhaching.

## Bürgermeister
| Bürgermeister | Bürgermeister                          | Partei | Partei | Amtszeit  |
| ------------- | -------------------------------------- | ------ | ------ | --------- |
| x             | Balthasar Eichler                      |        |        | 1818/24   |
|               | Georg Hofberger                        |        |        | 1827      |
|               | Balthasar Eichler Kolbererbauer        |        |        | 1829      |
|               | Georg Hofberger                        |        |        | 1829/30   |
|               | Paul Riepl                             |        |        | 1833      |
|               | Simon Gaiser                           |        |        | 1833/35   |
|               | Sebastian Stadler                      |        |        | 1836/42   |
|               | Sebastian Handschuher                  |        |        | 1842/44   |
|               | Joseph Graf                            |        |        | 1846/47   |
|               | Hofberger                              |        |        | 1853/57   |
|               | Joseph Grätz Kolberergirgl             |        |        | 1860/61   |
|               | Xaver Heß                              |        |        | 1863      |
|               | Paul Riepl                             |        |        | 1864/68   |
|               | Joseph Grätz Kolberergirgl             |        |        | 1869–1875 |
|               | Emmeram Kastner                        |        |        | 1876–1881 |
|               | Franz Hager                            |        |        | 1882–1887 |
|               | Joseph Grätz Kolberergirgl             |        |        | 1888–1905 |
|               | Joseph Eschbaum                        |        |        | 1906–1924 |
|               | Joseph Müller                          |        |        | 1925–1933 |
|               | August Berger                          |        |        | 1933–1938 |
|               | Joseph Knaus                           |        |        | 1938–1945 |
|               | Johann Stelzer Altbürgermeister        |        |        | 1945–1952 |
|               | Hans Schloth                           |        |        | 1952–1957 |
|               | Karl Greulich                          |        |        | 1958–1966 |
|               | Nikolaus Aidelsburger Altbürgermeister |        | CSU    | 1966–2002 |
|               | Stefan Schelle                         |        | CSU    | seit 2002 |